# Cabañas (departement)
Cabañas is een departement van El Salvador, gelegen in het midden-noorden van het land. De hoofdstad is de stad Sensuntepeque. Sensuntepeque betekent "vierhonderd heuvels" als verwijzing naar de vele kleine heuvels in het gebied. Vanaf de Cerro Pelon kan men een groot deel van El Salvador zien.
Het departement Cabañas omvat 1104 km² en heeft 165.535 inwoners (2016).

## Gemeenten
Het departement bestaat uit negen gemeenten:
1. Cinquera
2. Dolores
3. Guacotecti
4. Ilobasco
5. Jutiapa
6. San Isidro
7. Sensuntepeque
8. Tejutepeque
9. Victoria